# Luigi Bogliolo
Luigi Bogliolo (Sassari, 18 aprile 1908 – Belo Horizonte, 6 settembre 1981) è stato un medico e anatomopatologo italiano naturalizzato brasiliano.

## Biografia

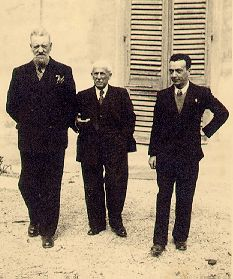
Enrico E. Franco, Cesare Sacerdotti e Luigi Bogliolo – "I tre sofi". Pisa, marzo 1938.

Primogenito del ferroviere Enrico e di Maria Ruju. Considerato il miglior alunno del suo corso, si laureò in Medicina presso l'Università di Sassari nel 1930. Svolse l'internato di Anatomia, di Istologia e di Anatomia Patologica, sotto la guida del professor Enrico Emilio Franco, del quale fu assistente volontario dal 1930 al 1932 presso l'Istituto di Anatomia e di Istologia Patologica dell'Università di Sassari.
Nel 1932, con il suo maestro, si trasferì alla "Reale Università Adriatica Benito Mussolini" di Bari, vincendo il concorso di assistente presso la cattedra di Anatomia Patologica.
Nel 1936 seguì ancora il suo maestro all'Università di Pisa, come vice-direttore dell'Istituto di Anatomia e di Istologia Patologica. Bogliolo, Franco e Cesare Sacerdotti, professore di Patologia Generale, erano soprannominati "i tre sofi", ovvero i tre saggi, per il prestigio che avevano raggiunto a Pisa.
A Pisa nel 1938, Bogliolo ottenne la libera docenza e si sposò con Geula Bennoun, studentessa di Medicina, ebrea nata a Giaffa. Anche Franco era ebreo e, a causa delle leggi razziali fasciste, nel 1939 fu costretto a trasferirsi a Gerusalemme. Nello stesso anno anche Bogliolo, a causa delle sue posizioni politiche antifasciste e del suo matrimonio con una donna ebrea, fu cacciato dall'Università di Pisa e costretto a fuggire dall'Italia. Dopo alcuni mesi passati in Belgio emigrò con la moglie in Brasile, arrivando a Rio de Janeiro il 5 gennaio del 1940.
In Italia si occupò dello studio delle leishmaniosi e degli effetti cancerogeni del thorotrast, un mezzo di contrasto radioattivo a base di diossido di torio che allora veniva impiegato in clinica negli studi angiografici. Il radioisotopo aveva un'emivita di 400 anni e si accumulava tutto nel fegato, nella milza e nel midollo osseo. Gli stravasi accidentali del mezzo di contrasto provocavano la formazione di masse fibrotiche nei tessuti molli vicini. Bogliolo dimostrò la cancerogenicità del mezzo di contrasto nei topi da laboratorio. Come prevedibile grazie agli studi di Bogliolo, negli anni successivi, a partire dal 1947 fino a 40 anni dopo, tra i pazienti sottoposti ad angiografie con thorotrast, si registrarono centinaia di casi di colangiocarcinoma e di emangiosarcoma epatico. Nonostante ciò il thoratrast continuò a essere impiegato fino agli anni 1950, anche in istituti di grande prestigio (per esempio al Massachusetts General Hospital di Boston).
Nel 1941 a Rio de Janeiro, Bogliolo divenne direttore del Servizio di Anatomia Patologica, della V cattedra di clinica medica della Facoltà di Medicina dell'Università del Brasile dove si occupò delle sessioni dimostrative anatomo-cliniche: Bogliolo eseguiva personalmente gli esami autoptici, discutendo i casi clinici e le ipotesi diagnostiche, che precedevano i reperti anatomo-patologici, con una grande sintesi finale (epicrisi). Nel 1944 si trasferì a Belo Horizonte, invitato dal compatriota Alfredo Balena, che era preside della Facoltà di Medicina dell'Università del Minas Gerais e gli propose la cattedra di Anatomia e Fisiologia Patologica. Ivi ebbe tre figli (il quarto nacque a Rio de Janeiro). Essendo straniero, a dispetto del suo "curriculum", fu costretto a convalidare la sua laurea, sottomettendosi per 4 anni a esami scritti, orali e pratici, in tutte le discipline degli ultimi tre anni del corso di Medicina; pertanto il titolo di dottore gli fu riconosciuto solo nel 1958, con una tesi sull'anatomia patologica della forma acuta tossiemica della schistosomiasi mansonica. Nel 1959 vinse il concorso e ottenne la cattedra ambita. Bogliolo lavorò a Belo Horizonte fino al 1978, creandovi un'eccellente scuola di Anatomia Patologica e compiendo importanti studi nell'ambito della Medicina tropicale, sulla schistosomiasi mansonica, sulla malattia di Chagas, sulla paracoccidioidomicosi (o blastomicosi sudamericana) e sulle leishmaniosi. In particolare studiò in modo preciso il quadro anatomo-patologico della cosiddetta "fibrosi di Symmers" della schistosomiasi epato-splenica, distinguendola dalla cirrosi epatica. Bogliolo fu cofondatore della Società Brasiliana di Patologia e ne fu presidente dal 1960 al 1962. Nel 1972 pubblicò il suo trattato di Patologia medica e nel 1978 il trattato di Patologia Generale. Morì a Belo Horizonte (Minas Gerais) il 6 settembre 1981.